# JR 버스 도호쿠
JR 버스 도호쿠 주식회사(일본어: ジェイアールバス東北株式会社 ジェイアールバスとうほく[*])는 도호쿠 지방(제외, 후쿠시마현 시라카와·다나구라 지구)의 버스 사업자 중 하나로서 동일본 여객철도(JR 동일본)의 자회사이다.

## 같이 보기
- JR 버스